# Żmija rogatonosa
Żmija rogatonosa (Bitis nasicornis) – gatunek jadowitego węża z rodziny żmijowatych (Viperidae).
WystępowanieZachodnia, środkowa i wschodnia Afryka – od Gwinei i Sierra Leone na wschód po Ugandę i Rwandę, na południe po północno-zachodnią Angolę; izolowane stanowiska w Sudanie Południowym, zachodniej Kenii i Tanzanii.
BiotopWystępuje w lasach i lasach bagiennych, ale spotykana jest także na farmach z krzewami i plantacjach.
PożywienieŻywi się głównie drobnymi ssakami i żabami.
RozródGatunek żyworodny; samica rodzi 6–38 młodych.